# Diviciacos
Diviciacos (latinisé en Diviciacus) est un membre du peuple des Éduens et le seul druide gaulois dont le nom soit historiquement avéré . 
Diviciacos serait aussi, d’après Jules César, le nom d’un roi suession d'avant la guerre des Gaules.

## Le druide des Éduens
Déjà druide en 63 ou 62 av. J.-C., Diviciacos serait donc né vers la fin du IIe siècle av. J.-C..
Jules César, qui était en relation avec lui, en parle à plusieurs reprises dans les Commentaires sur la Guerre des Gaules et note ses qualités de diplomate. Il montre son rôle politique et rapporte l'un de ses discours, précisant qu'il demanda aux Romains une aide pour repousser la migration des Helvètes — migration vers l'ouest qui servit de prétexte à l’invasion de la Gaule par les légions romaines. 
Membre de la cité des Éduens, l’un des peuples celtes les plus puissants de la Gaule, il y animait le parti pro-romain : confronté vers 60 av. J.-C. aux agressions germaniques et pour préserver la prédominance de son peuple, il était partisan d’un rapprochement avec Rome. Il se présente devant le Sénat romain pour demander une aide militaire à la suite de la terrible défaite de Magetobriga face aux Germains suèves d'Arioviste, mais « invité à s'asseoir, il refusa l'offre qu'on lui faisait et plaida sa cause appuyé sur son bouclier ».

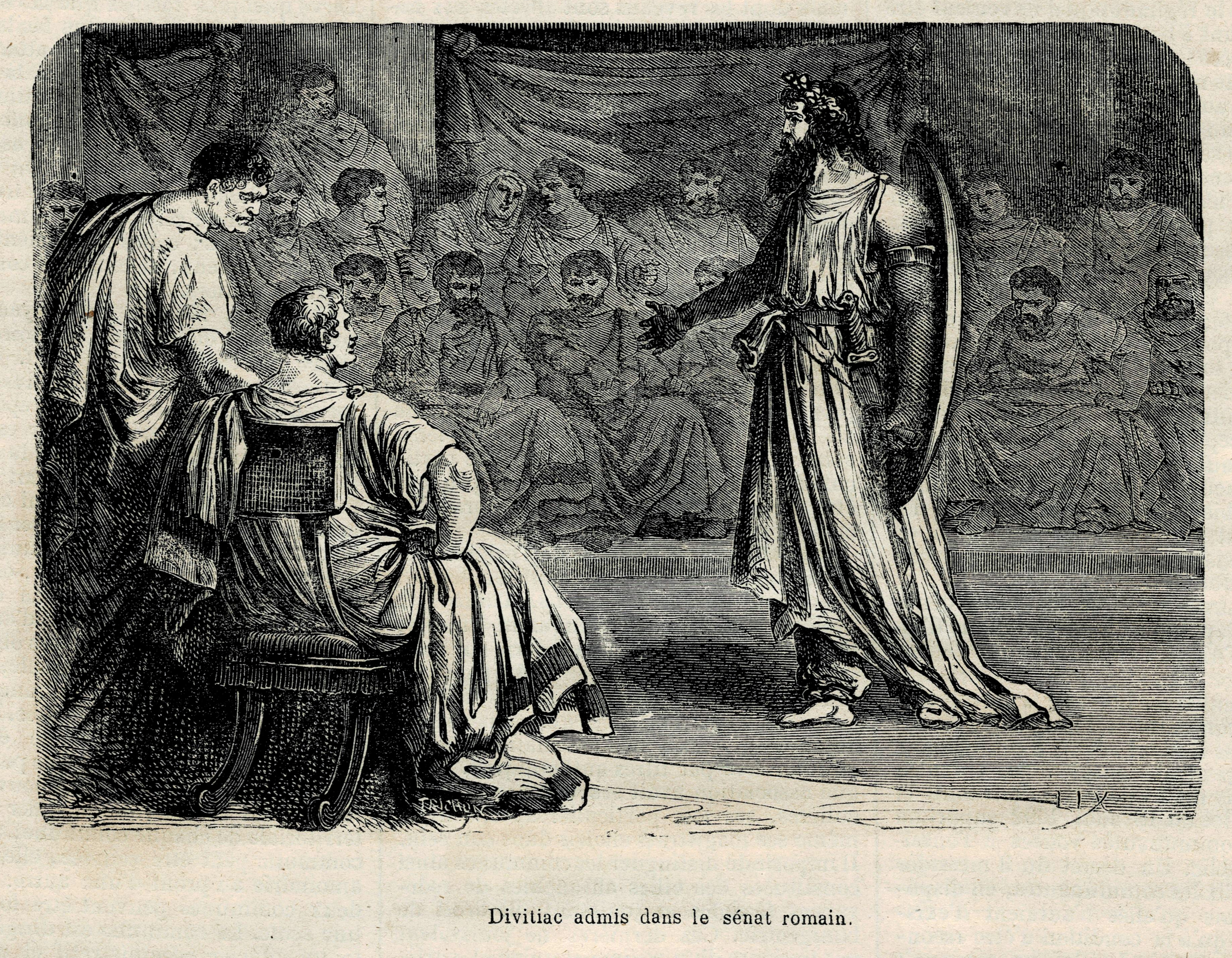
Diviciacos plaidant devant le Sénat romain. Une des illustrations du tome 1 de l'ouvrage Dictionnaire populaire illustré d'histoire, de géographie, de biographie, de technologie, de mythologie, d'antiquités, des beaux-arts et de littérature, rédigé et édité par Edmond Alonnier & Joseph Décembre.

Jean Louis Bruneaux considère qu'il agit alors en tant que vergobret (magistrat suprême) des Éduens. Mais Emmanuel Arbabe estime cela peu probable. En effet, César nous apprend qu'il est interdit à plusieurs membres d'une même famille de siéger au sénat Eduen du vivant l'un de l'autre, les lois stipulant en outre qu'un vergobret ne peut franchir les frontières du territoire ; or c’est ce que fait Diviciacos lorsqu’il mène une troupe éduenne sur les terres bellovaques en suivant la requête de César : à moins donc d'accepter l'idée que Diviciacos ait intentionnellement, et sans réaction des organes politiques éduens, violé les règles les plus infrangibles de son peuple — alors que les druides sont chargés de les faire respecter —, on ne peut admettre qu’il ait été vergobret, ni magistrat ou sénateur. De toute évidence, Diviciacos n’a pas suivi de cursus politique, et c’est ailleurs qu’on doit chercher les fondements de son influence et de son pouvoir auprès des siens.
Cicéron, dans ses entretiens avec son frère Quintus sur La Divination, écrit que Diviciacos appartenait à la fois à la classe sacerdotale et à la classe guerrière : il confirme qu'il a été druide, ce que ne dément pas Jules César. Diviciacos sera d'ailleurs l’hôte de Cicéron dans sa somptueuse villa du mont Palatin. L'orateur, qui le connaissait sans doute déjà du fait de ses propres intérêts dans le commerce du vin en Gaule, écrit qu'il était l'ami de son frère.
On connaît à Diviciacos un frère, Dumnorix, anti-romain et exécuté en 54 av. J.-C., sur ordre de César, pour avoir comploté en faveur des Helvètes alors que son peuple était allié aux Romains. Diviciacos s'était auparavant entremis auprès de César pour qu'il épargne Dumnorix.
La date de la mort de Diviciacos nous est inconnue, mais Cicéron parle encore de lui au présent en 44 av. J.-C..

## Un roi des Suessions

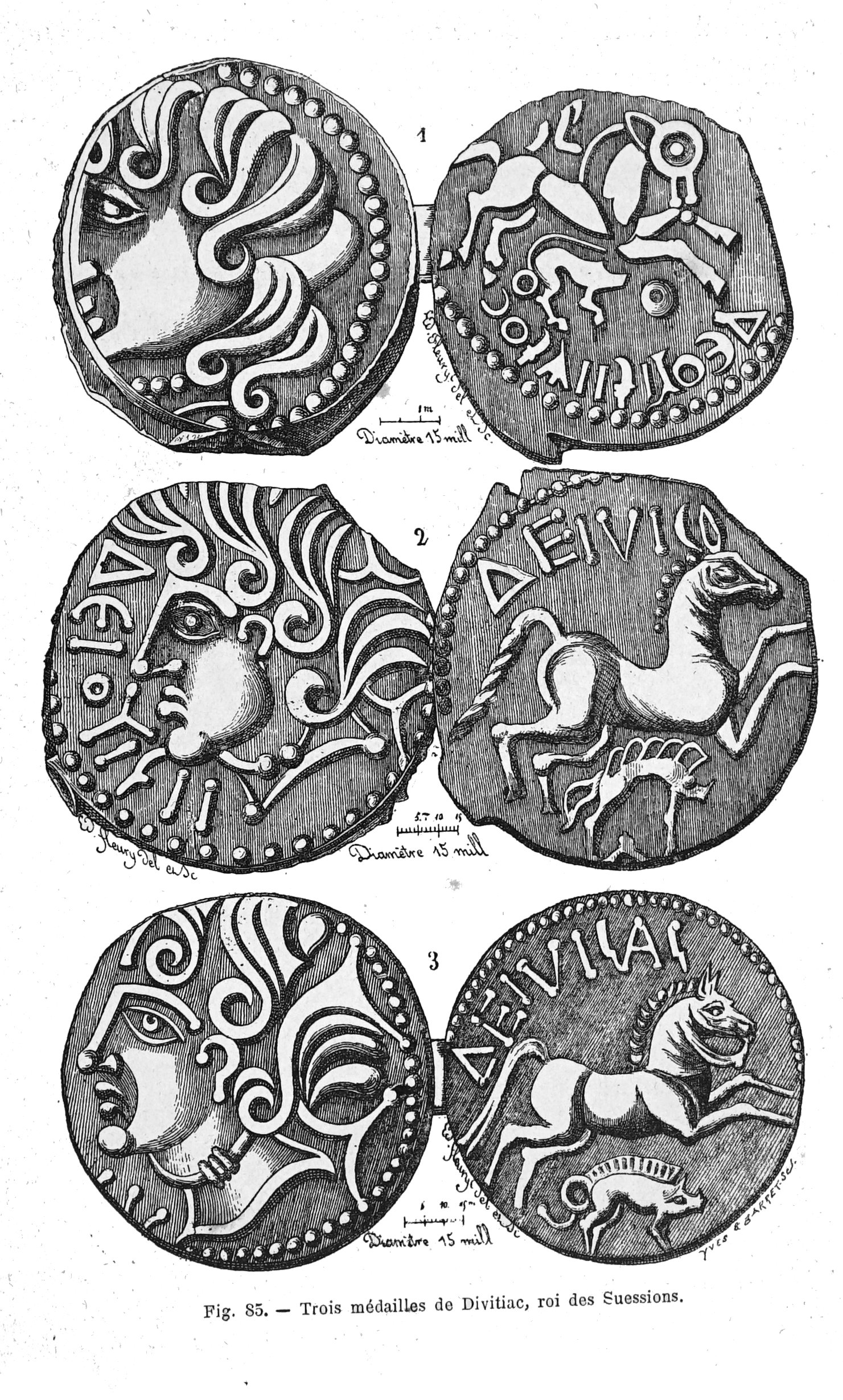
Monnaies de Divitiac, roi des Suessions.

D’après Jules César (La Guerre des Gaules, II, 4), un personnage homonyme aurait été roi des Suessions au début du Ier siècle av. J.-C. : « Ils avaient eu pour roi, de notre temps encore, Diviciacos, le plus puissant chef de la Gaule entière, qui, outre une grande partie de ces régions, avait aussi dominé la Bretagne, le roi actuel étant Galba ».
Son nom est écrit sur des monnaies de bronze, en caractères grecs qui peuvent se lire deioutiakos, soit en transcription latine Divutiacus. Xavier Delamarre toutefois, dans son Dictionnaire de la langue gauloise, privilégie la graphie reconstituée Diviciacus : il lit en effet deioykiiakoc (et non « -tiakoc ») et, faisant dériver ce nom de la racine « divic » (vaincre), décalque du latin devincere, lui donne comme sens « le vengeur ».

## Postérité
L'Histoire littéraire de la France lui consacre un chapitre.
Le 14 octobre 1884, le conseil municipal de la ville d'Autun (Saône-et-Loire), cité d'origine romaine, inaugure sur la promenade des Marbres une « statue de Divitiac » (Diviciacos), bronze d'Arthur de Gravillon. 
Elle sera démontée puis fondue par les Allemands pendant l'Occupation, dans le cadre de la mobilisation des métaux non ferreux.